# Salad Fingers
Салатові пальці (англ. Salad fingers) — британський анімаційний серіал, створені Девідом Фертом у липні 2004 року, який швидко набув популярності в інтернеті. Видання San Francisco Chronicle включило його до Топ-10 явищ поп-культури 2005 року.Станом на 2024, 13 епізодів були опубліковані на платформах YouTube та Newgrounds[перевірити].
У серіалі йдеться про однойменного Салатового Пальця, тонкого, зеленого чоловіка з психічними розладами, який живе в пустельному, пост-апокаліптичному світі з трьома неживими іграшками на палець. Перші сім епізодів серіалу були показані на публічному заході в Австралії у 2007 році на Сіднейському фестивалі андеграундного кіно в Factory Theatre, поряд з безліччю інших анімаційних короткометражних фільмів.

## Концепція
Салатові Пальці спочатку був задуманий як жарт, коли одного дня Ферт грав на гітарі і його друг і частий співавтор Крістіан Уебб зазначив, що в нього пальці наче листя салату, маючи на увазі манеру, у який Ферт взяв акорд С.
Ферт згадував твори Девіда Лінча, Південний Парк, Тіма Бертона, Ліга джентльменів і Кріс Морріс як джерела натхнення. Є подібність між романом Tideland Мітч Каллин і фільмом Tideland Террі Гілліама та Salad Fingers.

## Музика
Моторошна музика на фоні — це мелодія «Beware the Friendly Stranger» гурту Boards of Canada. Музика у саундтреку, яка з'являється, коли Salad Fingers лячно — це сповільнений реверс гри Ферта на гітарі[перевірити].

## Персонажі
Салатовий Палець
Головний герой — лисий, горбатий чоловік зі світло-зеленою шкірою, без візуально помітних вух та носа, який говорить зі спотвореним північним англійським акцентом. Його довгі, дивної форми пальці є його найбільш примітною особливістю, звідси і назва "салатові палцьі". Вони були в центрі уваги першого епізоду серіалу. Салатовий Палець не може або не бажає розрізняти живих істот і неживі предмети, часто спілкуючись з різними інертними об'єктами — зокрема, зі своїми ляльками для пальців, і в двох випадках з людським трупом. Крім того, він часто надає таким об'єктам імена і, здається, вважає, що вони можуть спілкуватися з ним безпосередньо, іноді озвучуючи їх думки для себе. Можливо був травматизований "великою війною", яку він часто згадує.
Ляльки для пальців
Три ляльки для пальців яких Салатовий Палець називає Губертом, Марджорі та Джеремі Фішером. Є уявеними друзями Салатового Пальця з якими він часто спілкується. Існує теорія що одна з ляльок - минула особистість Салатового Пальця

## Епізоди
Кожен епізод триває 2-10 хвилин. Розповіді самі по собі досить онейроидні, майже всі діалоги субтитруються на екрані у вигляіді деформованого тексту.